# Nikolske
Nikolske (en ucraniano: Нiкольське; en ruso: Никольское, romanizado: Nikólskoye) es un asentamiento de tipo urbano ucraniano perteneciente al óblast de Donetsk. Situado en el este del país, hasta 2020 era el centro del raión de Nikolske, pero actualmente es parte del raión de Mariúpol y centro del municipio (hromada) homónimo. 
El asentamiento está ocupado por Rusia desde marzo de 2022 en el marco de la invasión rusa de Ucrania. 

## Toponimia
El nombre original de la ciudad era Nikolske. Durante el periodo soviético, se renombró como Volodarske (en ucraniano: Володарське; en ruso: Володарское, romanizado: Volodárskoye) en honor al escritor bolchevique V. Volodarski. El 18 de febrero de 2016, como parte de las políticas de descomunización de Ucrania, el nombre de Nikolske fue devuelto al asentamiento.

## Geografía
Nikolske se encuentra a orillas del río Kalets, 22 km al noroeste de Mariúpol y 120 km al suroeste de Donetsk.

## Historia
El asentamiento fue fundado en 1831 por cosacos de Azov como un jútor y originalmente se llamaba Gladki (en ucraniano: Гладкий) por el atamán Ósip Gladki. De 1855 a 1925, el lugar se llamó Nikolske, pero ese año los bolcheviques renombraron el sitio como Volodarske.
En octubre de 1941, durante la Segunda Guerra Mundial, el pueblo fue ocupado por la Wehrmacht y el 14 de septiembre de 1943 liberado por el Ejército Rojo.
En 1965, Volodarske recibió el estatus de asentamiento de tipo urbano.
El 2 de febrero de 2016, la Rada Suprema de Ucrania aprobó el cambio de nombre al original Nikolske.
El 4 de mayo de 2022, durante la invasión rusa de Ucrania y tras haber sido tomada por los rusos, la autoproclamada República Popular de Donetsk devolvió al sitio el nombre soviético de Volodarske.

## Demografía
La evolución de la población de Nikolske entre 1959 y 2022 fue la siguiente:
| 4749                                                          | 7679 | 8866 | 9179 | 8819 | 8539 | 8322 | 8024 | 7801 |
| (Fuente: Cities & Towns of Ukraine y UKRAINE: Größere Städte) |      |      |      |      |      |      |      |      |

Según el censo de 2001, la lengua materna de la mayoría de los habitantes, el 61,25%, es el ruso; del 37,32% es el ucraniano y del 0,77%, el griego.

## Infraestructura

### Transporte
Dos carreteras de importancia local, T-0518, y T-0523, y la autovía H08 Kiev-Mariúpol pasan por Nikolske.

## Galería

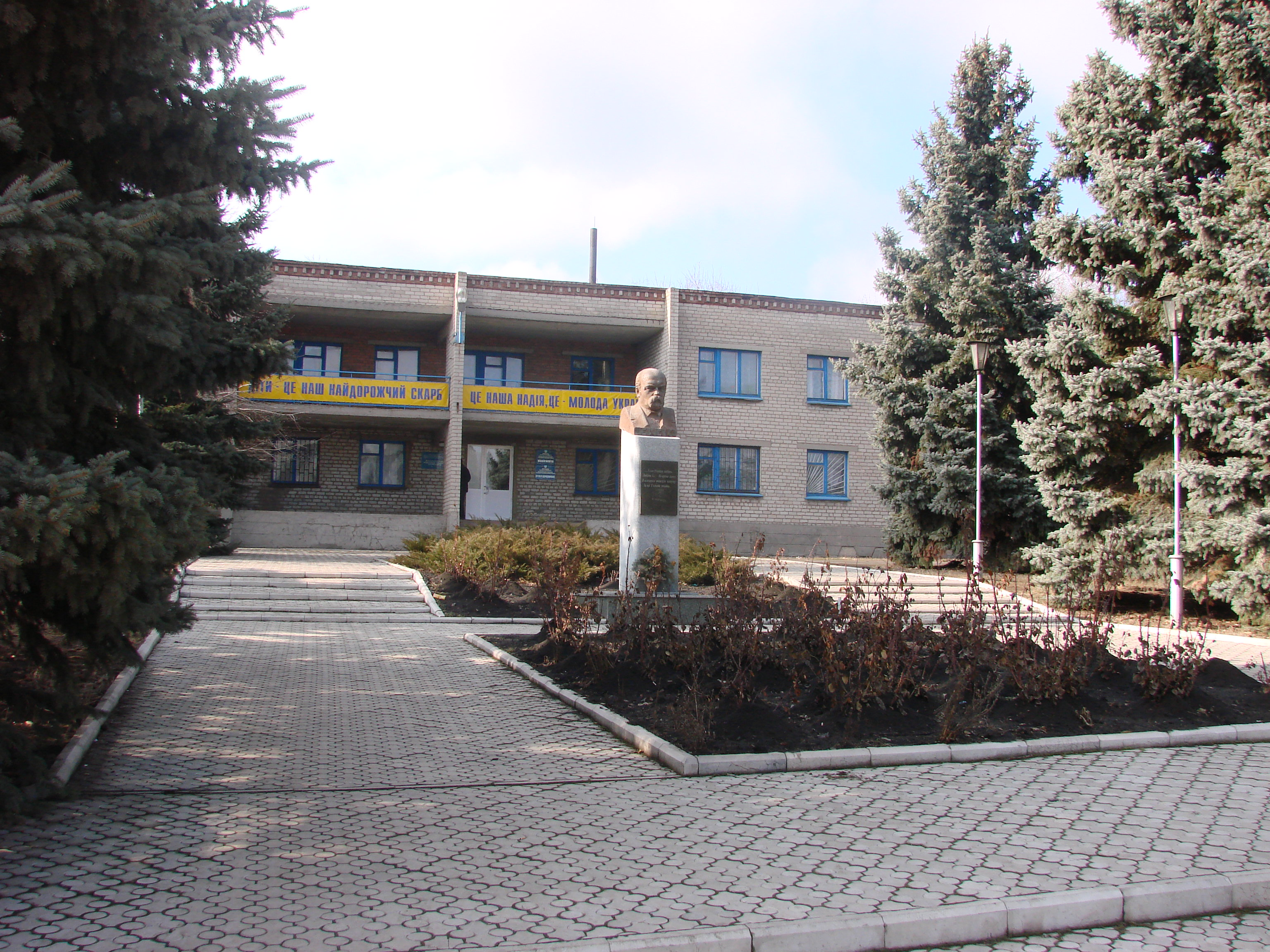
Departamento de educación y escultura de Tarás Shevchenko
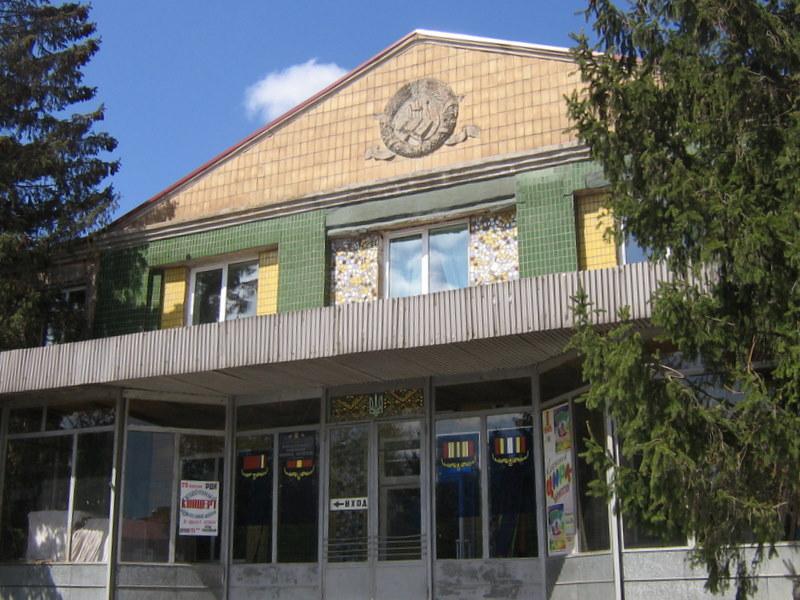
Casa de la Cultura de Nikolske
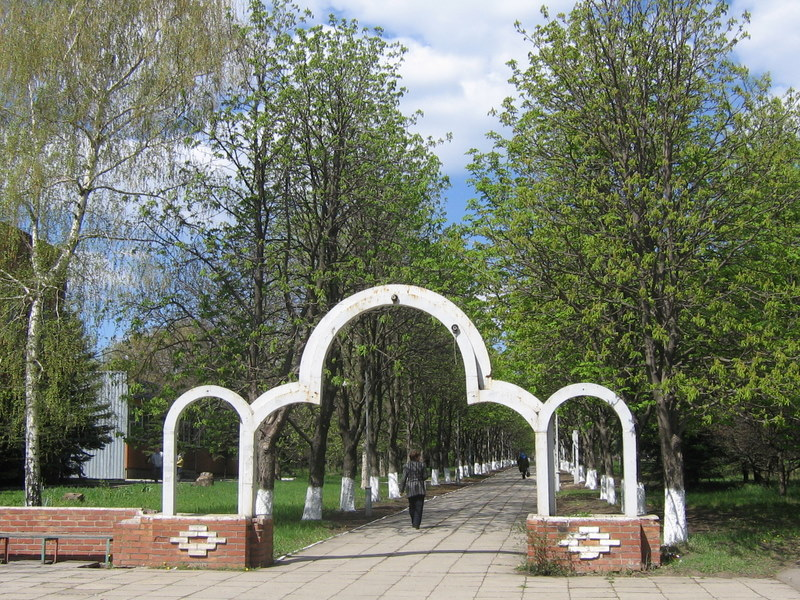
Parque local